# Omer Goldstein
Omer Goldstein (13 de agosto de 1996) es un ciclista profesional israelí que milita en las filas del conjunto Shenzhen Kung Cycling Team. Su hermano Roy Goldstein también fue ciclista profesional.

## Palmarés
2015
- 3.º en el Campeonato de Israel Contrarreloj

2016
- 2.º en el Campeonato de Israel Contrarreloj

2017
- 2.º en el Campeonato de Israel Contrarreloj

2018
- Campeonato de Israel Contrarreloj
- 3.º en el Campeonato de Israel en Ruta

2019
- 2.º en el Campeonato de Israel en Ruta

2020
- Campeonato de Israel en Ruta

2021
- Campeonato de Israel Contrarreloj

2022
- Campeonato de Israel Contrarreloj
- 3.º en el Campeonato de Israel en Ruta

2023
- 2.º en el Campeonato de Israel Contrarreloj

## Resultados en Grandes Vueltas
| Carrera | Carrera         | 2018 | 2019 | 2020  | 2021  | 2022 | 2023 | 2024 | 2025 |
| ------- | --------------- | ---- | ---- | ----- | ----- | ---- | ---- | ---- | ---- |
|         | Giro de Italia  | —    | —    | —     | —     | —    | —    | —    | —    |
|         | Tour de Francia | —    | —    | —     | 122.º | —    | —    | —    | —    |
|         | Vuelta a España | —    | —    | 106.º | —     | 63.º | —    | —    | —    |

—: no participa

Ab.: abandono

## Equipos
- Cycling Academy (2016)[1]
- Israel (2018-2023)
  - Israel Cycling Academy (2018-2019)
  - Israel Start-Up Nation (2020-2021)
  - Israel-Premier Tech (2022-2023)
- Shenzhen Kung Cycling Team (2025)